# Kasteel Bergenhof

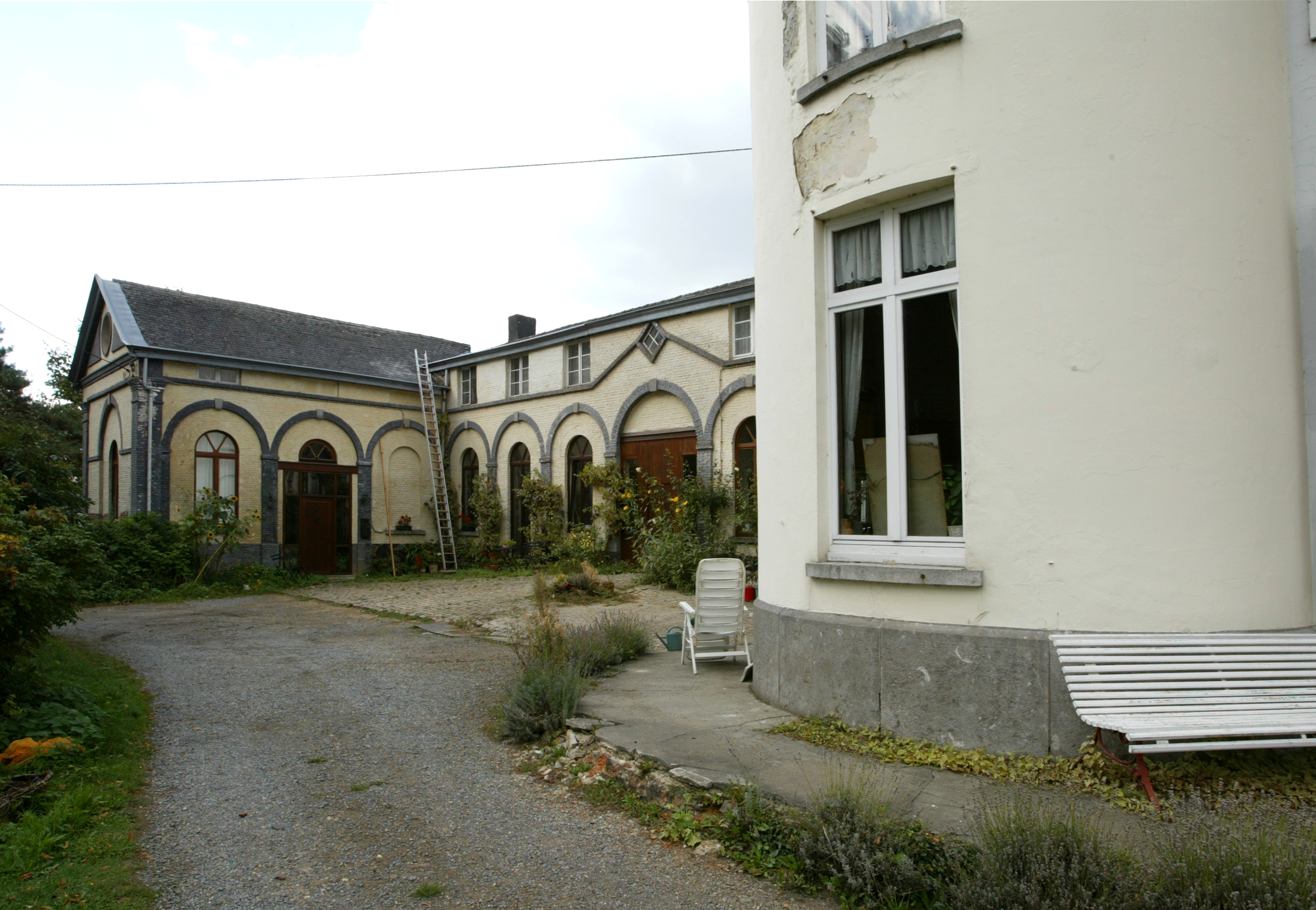
Dienstenvleugel van kasteel Bergenhof

Het Kasteel Bergenhof is een kasteel in de Vlaams-Brabantse plaats Bekkevoort, gelegen aan de Oude Diestersebaan 132-134.

## Geschiedenis
Einde 18e eeuw was hier een hoeve die Natten Bempt werd genoemd en aan de oever van de Pijnbeek was gelegen. In 1840 werd in de nabijheid daarvan een landhuis gebouwd in neoclassicistische stijl. In 1860 werd het nog uitgebreid met een ronde hoektoren en een vleugel met dienstgebouwen in dezelfde stijl.
De Pijnbeek werd plaatselijk verbreed en ging deel uitmaken van een landschapstuin van ongeveer 3 ha.